# Strana práva
Strana práva (chorvatsky Stranka prava) byla politická strana působící v Chorvatsku (které tehdy zaujímalo území víceméně od Rijeky až po Zemun) od roku 1861 až do roku 1929 v době Jugoslávského království. Příznivci strany byly označováni jako Pravaši (občas se používá také termín Pravašské hnutí - Pravaški pokret). Na její tradici v roce 1990 po pádu komunismu navázala Chorvatská strana práva.

## Historie

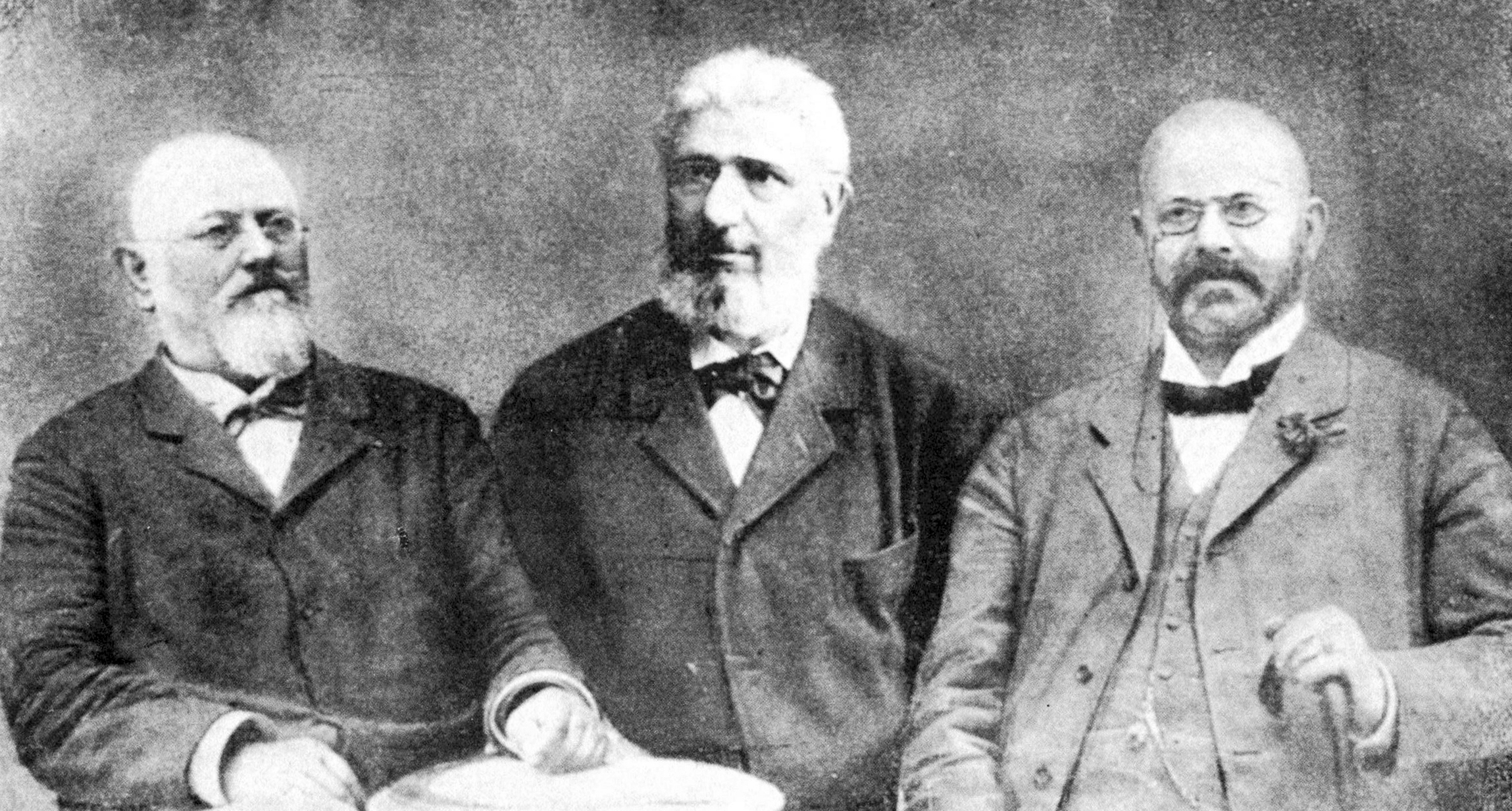
David Starčević, Ante Starčević a Milan Starčević

Hlavním ideologem a zakladatelem strany byl Ante Starčević, další významnou osobností pak Eugen Kvaternik. Hlavním ideologickým východiskem strany, která patřila k významným politickým proudům v zemi ve druhé polovině 19. století, byla myšlenka chorvatského státního práva. Strana se tak snažila bránit proti případným snahám Budína omezovat práva Chorvatska v rámci Zalitavska (stála v jasném protikladu proti Unionistům). Právě obava z možné maďarizace živila stranu Práva a umožňovala tak její rostoucí vliv. Z uskupení, které bylo zpočátku jen okrajového charakteru se v průběhu let stala silná strana, na kterou se ve 20. století odvolávala řada dalších a nových politických proudů.
Řada Pravašů uvažovala značně radikálně, mnozí z nich byli zatýkáni a souzeni (včetně Starčeviće), a to i řada osobností kulturního a společenského života, jako např. August Harambašić[zdroj?]. Jejich programem bylo vyhlášení Chorvatského království nezávislého na Rakousku-Uhersku a připojení řady nemalých okolních jihoslovanských oblastí k chorvatskému státu (hlavně jihovýchodním směrem až do Srbska). Tito radikálové odmítali existenci samostatného srbského národa. V této době bylo totiž Chorvatsko rozděleno mezi řadu administrativních celků: Slavonie a samotné Chorvatsko byly sice součástí Zalitavska, Istrie a Dalmácie ovšem spadaly pod Předlitavsko a v oblastech u hranic s Bosnou a Hercegovinou existovala tzv. Vojenská hranice obývaná převážně Srby.